# Лондонская ассамблея
Ло́ндонская Ассамбле́я (англ. London Assembly) — выборный орган в Великобритании, являющийся частью Администрации Большого Лондона.

## Состав и функции
Ассамблея состоит из 25 человек и заседает в Сити-холле. Она обладает совещательными функциями — рассматривает текущие вопросы, публикует свои рекомендации, обращается к мэру с предложениями. Например, в 2007 году Ассамблея осудила разгон гей-парада в Москве, а в 2009 потребовала ввести плату за въезд в центр города для иностранных дипломатов и передала в полицию дело о коррупции в мэрии.

## Выборы
Выборы в Ассамблею проходят раз в четыре года (одновременно с выборами мэра) по смешанной системе: 14 членов выбираются по избирательным округам, а 11 — по партийным спискам.

### Депутаты Ассамблеи по партиям
|      | Политическая партия                           | Число депутатов | Число депутатов | Число депутатов | Число депутатов | Число депутатов | Текущий состав | Текущий состав | Текущий состав | Текущий состав | Текущий состав | Текущий состав | Текущий состав | Текущий состав | Текущий состав | Текущий состав | Текущий состав | Текущий состав |
| 2000 | Политическая партия                           | 2004            | 2008            | 2012            | 2016            |                 | Текущий состав | Текущий состав | Текущий состав | Текущий состав | Текущий состав | Текущий состав | Текущий состав | Текущий состав | Текущий состав | Текущий состав | Текущий состав | Текущий состав |
| ---- | --------------------------------------------- | --------------- | --------------- | --------------- | --------------- | --------------- | -------------- | -------------- | -------------- | -------------- | -------------- | -------------- | -------------- | -------------- | -------------- | -------------- | -------------- | -------------- |
|      | Лейбористы                                    | 9               | 7               | 8               | 12              | 12              |                |                |                |                |                |                |                |                |                |                |                |                |
|      | Консерваторы                                  | 9               | 9               | 11              | 9               | 8               |                |                |                |                |                |                |                |                |                |                |                |                |
|      | Партия независимости Соединённого Королевства | -               | 2               | -               | -               | 2               |                |                |                |                |                |                |                |                |                |                |                |                |
|      | Зелёные                                       | 3               | 2               | 2               | 2               | 2               |                |                |                |                |                |                |                |                |                |                |                |                |
|      | Либерал-демократы                             | 4               | 5               | 3               | 2               | 1               |                |                |                |                |                |                |                |                |                |                |                |                |
|      | Британская национальная партия                | -               | -               | 1               | -               | -               |                |                |                |                |                |                |                |                |                |                |                |                |